# La promessa dell'anno
La promessa dell'anno è un singolo della rapper italiana Madame, pubblicato il 4 ottobre 2019 per l'etichetta Sugar Music.

## Tracce
1. La promessa dell'anno – 2:58